# Campionatul Internațional de Scrimă din 1936
Campionatul Internațional de Scrimă din 1936 s-a desfășurat pe 15–16 februarie la Sanremo, Italia. Doar proba de floretă feminină pe echipe s-a tras, nefiind pe programul Jocurilor Olimpice din același an. Competiția a fost boicotată de Franța.
Campionatele Internaționale (1921–1936) erau denumite inițial Campionate Europene, chiar dacă scrimerii non-europeni erau acceptați, Federația Internațională de Scrimă fiind constituită doar de țari europene în cursul acestei perioade. După ce Campionatele Mondiale propriu-zise au fost înființate în anul 1937, Campionatele Europene au fost redenumite „Campionatele Internaționale” retroactiv.

## Rezultate

### Feminin
| Probă             | Aur                                                              | Argint                                                                  | Bronz                                                                     |
| Floretă pe echipe | Germania · Hedwig Haß · Henni Jüngst · Olga Oelkers · Leni Oslob | Ungaria Erna Bogáti Ilona Elek Margit Elek Katalin Horváth Ilona Vargha | Austria Elisabeth Grasser Ellen Preis Frieda von Gregurich Fritzi Wenisch |

## Clasament pe medalii
| Loc | Țară     | Aur | Argint | Bronz | Total |
| --- | -------- | --- | ------ | ----- | ----- |
| 1   | Germania | 1   | 0      | 0     | 1     |
| 2   | Ungaria  | 0   | 1      | 0     | 1     |
| 3   | Austria  | 0   | 0      | 1     | 1     |